# 沼津OL強姦殺人事件
沼津OL強姦殺人事件（ぬまづオーエルごうかんさつじんじけん）とは2004年（平成16年）11月7日に発生した殺人事件。

## 概要
2004年（平成16年）11月7日17時30分、静岡県沼津市で実家に帰省していた25歳のOLが愛犬を連れて散歩に出かけた。15分後に犬だけが実家に帰り、女性は行方不明となった。2日後の11月9日13時頃、実家から1キロほど離れた山林で女性の遺体が発見された。遺体は山林の道路から約10メートル下の斜面で木に引っ掛かった状態で発見された。右と左の首筋に刃物で切られたような傷があり、首を鋭利な刃物でほぼ1周切られていた。
現場付近からカッターナイフの折れた刃2枚が、約200メートル離れた山林ではナイフ本体が発見された。刃には女性の血液が付着しており、捜査本部はこれが凶器と判断した。着衣には乱れがあった。遺体発見現場の林道からは女性の懐中電灯が発見された。
また、女性が実家から1人で飼い犬の散歩に出かけた頃、遺体発見現場のすぐ近くで数台の不審車両が目撃されている。そのうち2台は推定される犯行時間直後に姿を消していた。
現場近くに勤務する男性の目撃情報によると、男性の会社に出入りする人が17時30分頃、男性の仕事場から帰る途中、女性の遺体発見現場に通じる林道へ入る茶畑の前の道に、2台の車両が止まっているのを見たという。
2台の車両のうち、1台は沼津ナンバーの白い乗用車で、茶畑から林道へ入るすぐ南側に駐車していた。車内には50歳代ほどの頭頂の髪が薄い男性が1人で乗っていた。この車は、よくこの場所で見掛けられたという。
もう1台は、茶畑北端付近に駐車していた。車種は白っぽいワゴン車で車内の人の有無は不明。2台とも男性が18時すぎに仕事場に向かった際には見られず、17時30分頃から同18時すぎまでの約30分の間に駐車場所から走り去ったと見られる。
別の男性の目撃情報では、同日16時30分頃、仕事を終えて別荘地へ向かう坂道を下る途中で、茶畑の方に向かう白い車とすれ違った。薄暗かったのに無灯火で走っており、不審に思ったという。この車と沼津ナンバーの白い車は、同一の可能性もあるという。
2007年（平成19年）6月29日に有力情報の提供者に懸賞金が支払われる警察庁の捜査特別報奨金制度が適用されたが、2008年（平成20年）6月29日に期限が切れた。
2009年（平成21年）5月20日、犯人のDNAと一致したため、沼津市の建設作業員の男が逮捕された。男は当初は容疑を否認していたが、追及を受けるうち容疑を認めた。
同年5月21日、沼津警察署は男を静岡地検沼津支部に送検した。男と女性は特に面識はなかった。また、男は1994年（平成6年）に三島市内で女子高校生を、1997年（平成9年）には函南町内で女性会社員を狙って暴行する事件を起こし逮捕されたことがあった。
同年6月9日、男は殺人罪で起訴された。捜査特別報奨金制度で公示された事件では初めての立件である。

## 裁判
裁判員裁判の対象事件であるため、2010年（平成22年）1月29日、静岡地裁沼津支部は裁判員の選任手続きを行い、裁判員6人（男性2人、女性4人）と補充裁判員3人を選任した。また、公判前整理手続が5回にわたって行われた結果、一連の公判では起訴事実は争わず、争点が量刑に絞られた。
2010年（平成22年）2月1日、静岡地裁沼津支部で裁判員裁判の初公判が開かれ、男は起訴内容を認めた。
冒頭陳述で検察側は「犯行を隠すために女性を殺害した動機に酌量の余地はない」と述べ、弁護側は「計画的ではなく突発的な犯行」と主張した。
2010年（平成22年）2月2日、論告求刑公判で検察側は男に無期懲役を求刑した。
論告では、被害者が全く落ち度もなく命を奪われたことや過去2回の性犯罪の繰り返し、再犯の可能性が高いとした上で「被害者への暴行を隠すため、犯行に及んだ動機は自己中心的で殺害方法も残忍非道」と述べた。
一方、弁護側は男の不遇な成育歴や犯行態様に関しては「計画的とは言えない」として懲役18年が相当と主張、併せて情状酌量も求めた。
また、同日に被害者参加制度で出廷した女性の父親は意見陳述で「普通の感覚であなたが私だったら何を望むか判断してほしい」と裁判員に死刑が相当との意見を述べた。
最終意見陳述で男は「被害者の家族に謝りたい。罪の意識は自覚している。どのような重い判決でも受けるつもりです」と述べ、一連の裁判は結審した。
2010年（平成22年）2月4日、静岡地裁沼津支部で判決公判が開かれ、男に求刑通り無期懲役の判決を言い渡した。
判決では、犯行の計画性については弁護側の主張を認めたが、「女性を車から降ろし、カッターナイフを隠し持って連れて行ったうえ殺害した。まさに段取りを踏まえた行動」として過度に重視すべきではないと指摘。また、男の不遇な生育歴などについては「今回の犯行は被告が38歳の時のもの。被告はそれまで矯正教育を受けてきた」として情状酌量を認めなかった。
その上で量刑については「死刑は冷厳な極刑であり、被害者家族の心情を考慮してもちゅうちょせざるを得ない。刑罰は被害者参加人の報復措置の延長ととらえるのも賛同しがたい。命ある限り罪を償わせるのが相当」と結論付けた。
検察側、弁護側の双方が控訴しなかったため、控訴期限を迎えた同年2月19日午前0時をもって男の無期懲役の判決が確定した。